# Валерия Максимила
Валерия Максимила (на латински: Valeria Maximilla) е римска императрица, съпруга на император Максенций.

## Биография
Тя е дъщеря на император Галерий от първата му съпруга, чието име е неизвестно. Като дъщеря на императора Валерия Максимила носи титлата nobilissima femina (най-знатна жена).
Валерия Максимила се омъжва за Максенций около 293 г. и му ражда двама сина. Най-големият им син е Валерий Ромул (294 – 304). Името на по-малкия им син не е запазено, но се предполага, че това е Аврелий Валерий, който е екзекутиран през 312 г.
Валерия Максимила става императрица през октомври 306 г., когато съпругът ѝ е обявен за император против волята на баща ѝ, който прави неуспешен опит да свали Максенций през 307 г. Максенций остава император на Рим, Италия и Африка до 312 г., когато войските на Константин I нахлуват в Италия. Съдбата на Валерия Максимила след битката при Милвийския мост през октомври 312 г. е неизвестна.